# جون أنتوني بارسونز
جون أنتوني بارسونز (بالإنجليزية: John Anthony Parsons)‏ هو صحفي بريطاني، ولد في 20 فبراير 1938 في أكسفورد في المملكة المتحدة، وتوفي في 26 أبريل 2004 في ميامي في الولايات المتحدة.